# Stazione di Bexleyheath
La stazione di Bexleyheath è una stazione ferroviaria situata lungo la ferrovia Lewisham-Bexleyheath-Dartford, a servizio del quartiere di Bexleyheath nel borgo londinese di Bexley.

## Movimento
Bexleyheath è un nodo ferroviario con servizi ferroviari suburbani operati da Southeastern.

## Interscambi
Nelle vicinanze della stazione effettuano fermata alcune linee automobilistiche urbane, gestite da London Buses.
- Fermata autobus